# Bismark Boateng
Ne doit pas être confondu avec Bismark Adjei-Boateng.
Bismark Boateng (né le 15 mars 1992) est un athlète canadien, spécialiste du sprint.
C’est un ancien footballeur qui pratique désormais le sprint. Il porte son record personnel sur 100 m à 10 s 14 en 2018 à Baton Rouge. 

## Carrière
Il remporte le titre du relais 4 × 100 m lors des Championnats d'Amérique du Nord, d'Amérique centrale et des Caraïbes d'athlétisme 2018 à Toronto. Il est deuxième du 100 m lors des Championnats du Canada à 1/1000 du vainqueur Aaron Brown en juillet 2018.